# Магдалена (сладкиш)
Магдалена, още мадлена, мадалена (на френски: madeleine), е вид сладко тестено изделие, традиционно за кухнята на Франция и Испания. Френските мадалени се изпичат в тава с черупковидни вдлъбнатини, като по този начин придобиват формата на мида, докато испанските обикновено се приготвят в малки хартиени или силиконови формички. Вкусът им наподобява пандишпан с лек привкус на лимон.
Основните съставка на рецептата са: яйца, захар, масло, пшенично брашно, набухвател и лимонова есенция или лимонова кора. В Испания често се добавя и портокалова кора. Някои рецепти включват и фино смлени ядки, обикновено бадеми.

## Връзка с литературата
Мадлените са известни с присъствието си в романа на Марсел Пруст, В търсене на изгубеното време („ По пътя на Суон “), в който разказвачът си възвръща спомените от детството, след като помириса и изяжда магдалена, потопена в чай.

## Произход

### Легенда
Има различни легенди за произхода на сладкиша. Повечето включват фигурата на жена на име Магдалена.
Според една от легендите френските мадалени дължат името си на млада слугиня на име Мадлен Полмие, която през 1755 г. приготвя този сладкиш за Станислав I Лешчински – херцог на Лотарингия и крал на Полша в изгнание. Историята разказва, Луи XV, зет на херцога, останал очарован от малките кексчета, приготвени от Мадлен Полмие, и ги нарекъл с нейното име. Скоро след това съпругата му Мария Лешчинска представя сладките пред кралския двор на Версай. Обичани от кралското семейство, мадалените бързо завладяват и останалата част на Франция
Други източници свързват произхода им с поклоненията в Сантяго де Компостела, Испания. Млада жена на име Магдалена сервира на поклонниците сладки с форма на черупки, символ на поклонението. Магдалените са се разпространявали по пътят към Сантяго, което обяснява появата им в Испания.

### Първи рецепти
Терминът мадлен използван за обозначаване на малък десерт, се появява за първи път във Франция през 18 век. През 1758 г. френски слуга на якобинския бежанец Томас Саутуел пише книга „Торти à la Madeleine и други малки десерти“.